# Eteokles

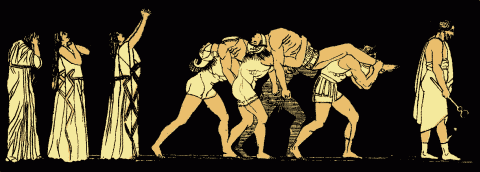
Przeniesienie ciał Eteoklesa i Polinika

Eteokles (gr. Ἐτεοκλῆς „prawdziwie wsławiony”) – w mitologii greckiej syn Edypa i Jokasty. Prowadził z bratem, Polinikiem, spór o tron Teb. Wygnał z miasta brata i mianował się królem. Gdy Polinik próbował odzyskać tron zbrojnie w wyprawie siedmiu przeciw Tebom, Eteokles zginął w obronie miasta podczas pojedynku z bratem. 
Kreon nakazał uczcić Eteoklesa pogrzebem, zabronił zaś pochowania Polinika jako zdrajcy, zakaz ten złamała siostra poległych Antygona.